# Ibrahim Marong
Ibrahim Ebrimasarr Marong Jallow, född 2 december 1991 i Stockholm, är en före detta svensk basketspelare som spelade för KFUM Central Basket.
KFUM Haga Haninge som spelade i basketettan var hans moderklubb men han har även tidigare spelat i klubbar som Söder Basket, KFUM Huddinge Basket, Hammarby IF Basket och Södertälje Knights.